# سیارک ۱۹۶۷۶
سیارک ۱۹۶۷۶ (به انگلیسی: 19676 Ofeliaguilar، نامگذاری:1999RY166) نوزده هزار و ششصد و هفتاد و ششمین سیارک کشف شده‌است که در ۹ سپتامبر ۱۹۹۹ کشف شد.
قدر مطلق سیارک برابر ۱۳.۵ است.